# Cuba ai Giochi della XX Olimpiade
Cuba partecipò ai Giochi della XX Olimpiade che si sono svolti a Monaco di Baviera dal 26 agosto all'11 settembre 1972, con una delegazione di 137 atleti impegnati in 14 discipline per un totale di 69 competizioni.  Il portabandiera fu il pugile Teófilo Stevenson, che in quell'edizione vinse il primo dei suoi tre titoli olimpici. Il bottino della squadra, alla sua undicesima partecipazione di Giochi, fu di otto medaglie: tre d'oro, una d'argento e quattro di bronzo. I tre allori vennero tutti dal pugilato, disciplina dove Cuba fu prima nel medagliere.

## Medaglie
| Medaglia | Nome                                                         | Sport            | Evento                |
| -------- | ------------------------------------------------------------ | ---------------- | --------------------- |
| Oro      | Orlando Martínez                                             | Pugilato         | Pesi gallo            |
| Oro      | Emilio Correa                                                | Pugilato         | Pesi welter           |
| Oro      | Teófilo Stevenson                                            | Pugilato         | Pesi massimi          |
| Argento  | Gilberto Carrillo                                            | Pugilato         | Pesi massimi leggeri  |
| Bronzo   | Silvia Chivás                                                | Atletica leggera | 100 metri             |
| Bronzo   | Silvia Chivás Marlene Elejarde Fulgencia Romay Carmen Valdés | Atletica leggera | Staffetta 4x100 metri |
| Bronzo   | Cuba                                                         | Pallacanestro    | Torneo maschile       |
| Bronzo   | Douglas Rodríguez                                            | Pugilato         | Pesi mosca            |

## Risultati

### Pallacanestro
| Atleta | Classifica |
| --- | ---------- |
| V · D · M Nazionale cubana - Pallacanestro ai Giochi della XX Olimpiade 4 Domecq · 5 R. Herrera · 6 Roca · 7 Chappé · 8 Álvarez · 9 Cañizares · 10 Pérez · 11 Calderón · 12 T. Herrera · 13 Varona · 14 Urgellés · 15 Standard · All. Carmelo Ortega | Bronzo     |
| Nazionale cubana - Pallacanestro ai Giochi della XX Olimpiade |            |
| 4 Domecq · 5 R. Herrera · 6 Roca · 7 Chappé · 8 Álvarez · 9 Cañizares · 10 Pérez · 11 Calderón · 12 T. Herrera · 13 Varona · 14 Urgellés · 15 Standard · All. Carmelo Ortega                                                                         |            |

### Pallanuoto
| Atleta | Classifica |                 |
| --- | --- | --------------- |
| V · D · M Nazionale maschile cubana di pallanuoto · Giochi olimpici - Monaco di Baviera 1972 Periche • D. Rodríguez • Rizo • Martínez • Cowley • Almenteros • Sánchez • G. Rodríguez • García • Cañete • Pérez · CT : - | 9° |                 |
| Nazionale maschile cubana di pallanuoto · Giochi olimpici - Monaco di Baviera 1972 | |                 |
| Periche • D. Rodríguez • Rizo • Martínez • Cowley • Almenteros • Sánchez • G. Rodríguez • García • Cañete • Pérez · CT: -                                                                                               | Periche • D. Rodríguez • Rizo • Martínez • Cowley • Almenteros • Sánchez • G. Rodríguez • García • Cañete • Pérez · CT: - | Cuba (bandiera) |